# 迷彩

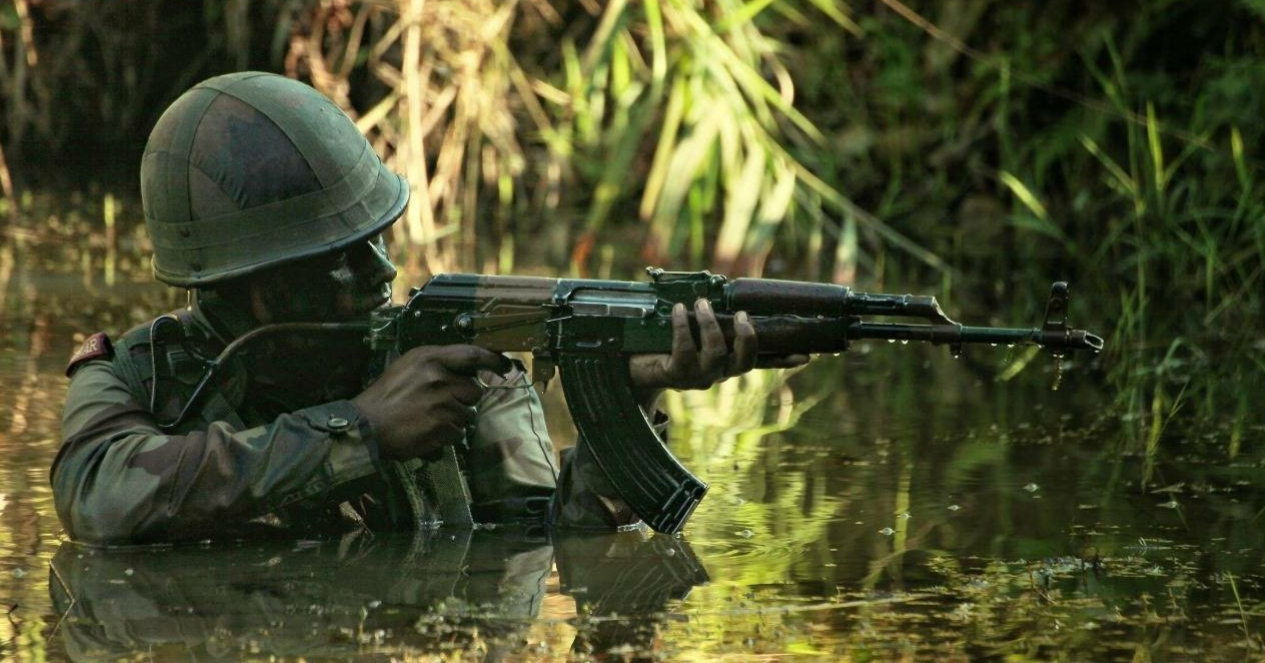
迷彩柄の戦闘服を着用、戦闘用ヘルメットに迷彩カバーをかぶせ、小銃と自身の肌にも迷彩塗装を施したインド軍兵士

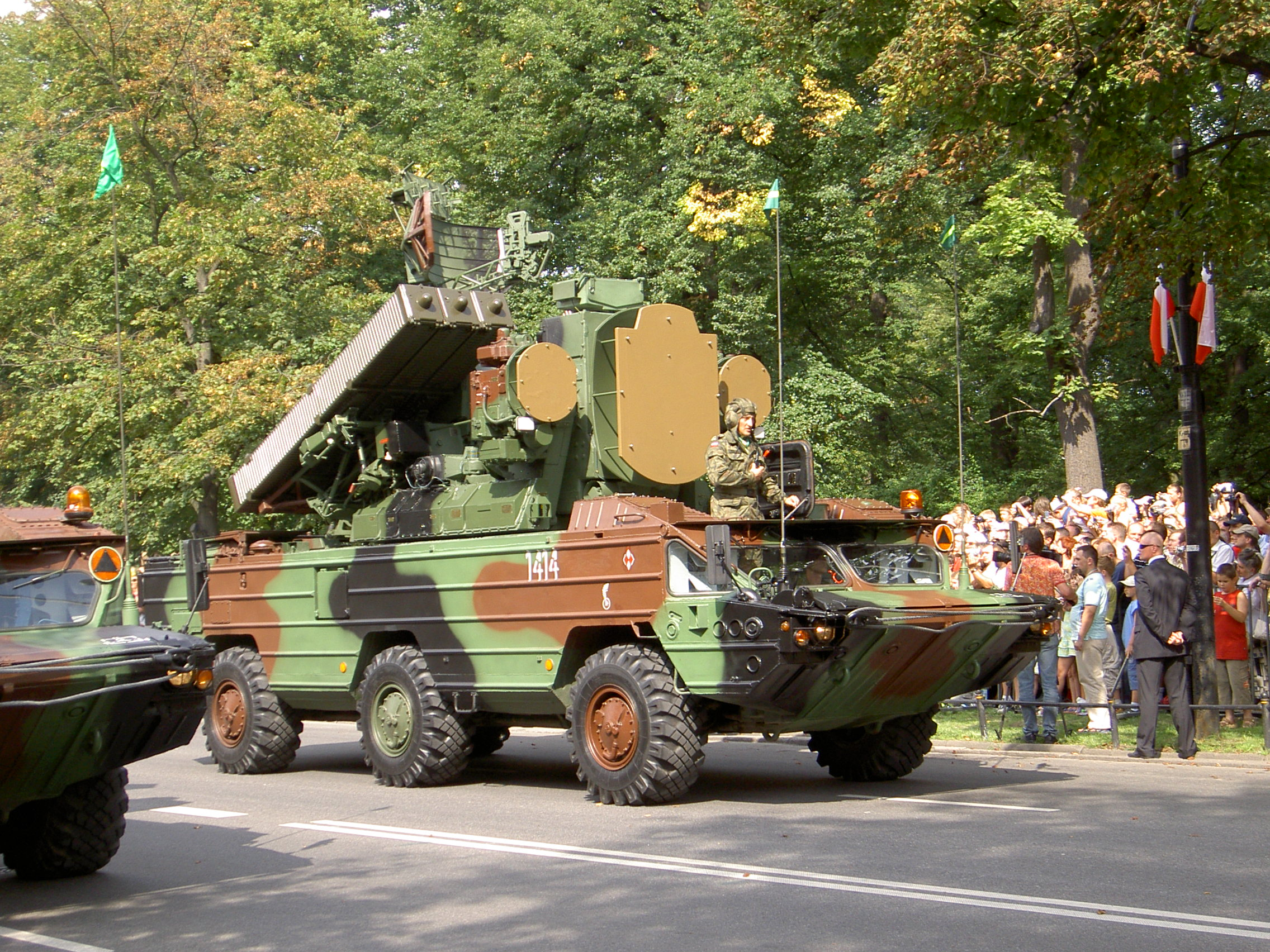
複数色による迷彩で塗装された9K33

迷彩（めいさい）は、敵の目を欺くためのカモフラージュ技術の1つで、表面に塗装や染色などされた模様である。装備等への塗装による迷彩を迷彩塗装、迷彩が施された服（特に戦闘服）を迷彩服と言う。

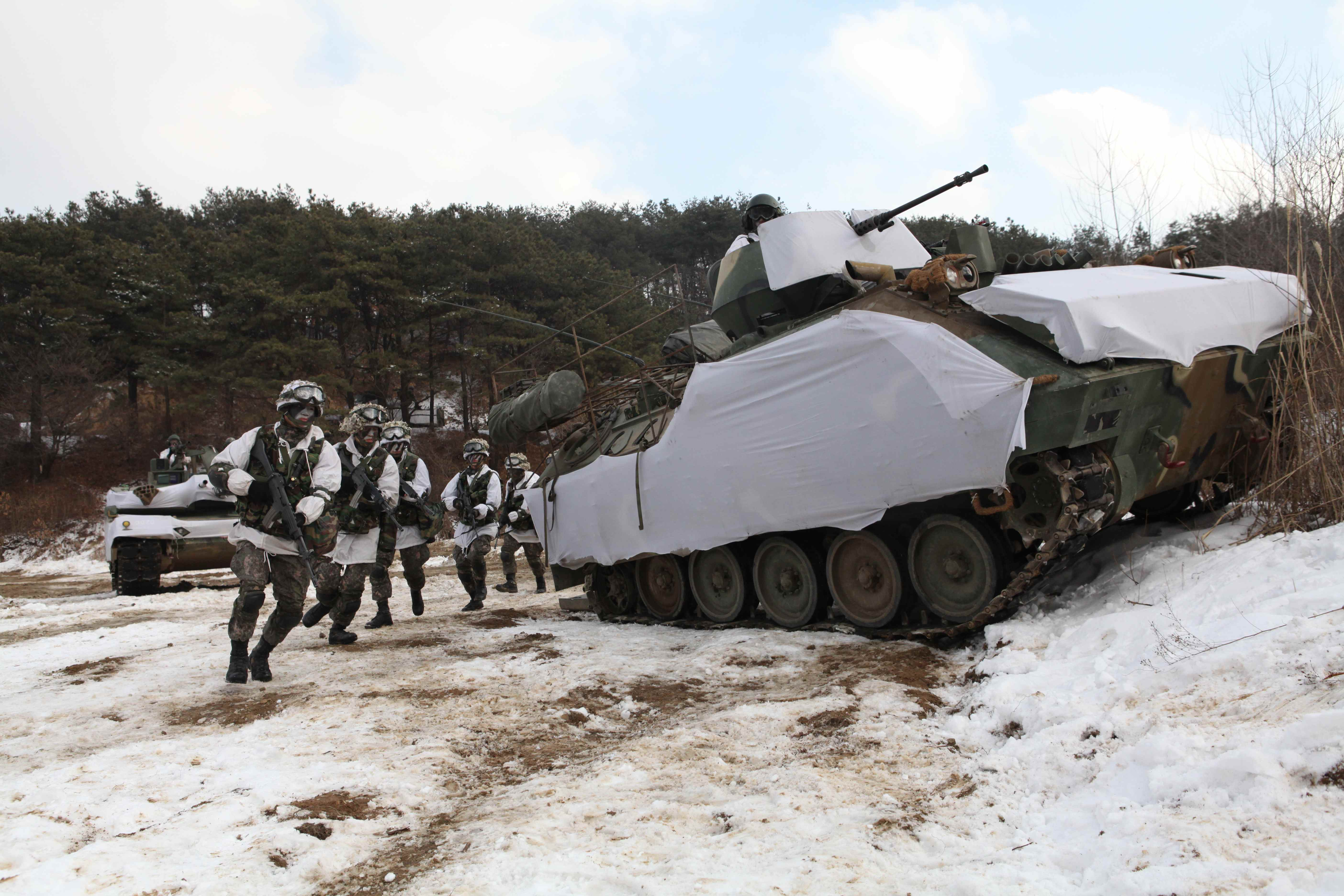
雪原に合わせ偽装を施した韓国陸軍兵士とK200装甲兵員輸送車

カモフラージュの方法は多彩であるが、代表的なものが迷彩である。衣服に用いられた場合は迷彩服という。
複数の色によるパターンを描いたものを「分割迷彩」と呼び、単一の色で塗り込めてパターンを持たないものを「単色迷彩」と呼ぶ。
地上部隊の場合には濃緑・濃紺・茶色といった色が多く用いられる。該当地の植生・気象条件に合わせた数色のまだらや斑点・縞模様を用いることが多い。陸上車輌や低空における飛行が主任務となる軍用機も同様の迷彩を行う。背景が空や海となる、外洋の艦船や海洋国の航空機では、周囲の光景に溶け込むためにはもっと単純な迷彩となる。たとえば、光の当たる部分を暗色、陰になる部分を明色で塗り分けて陰影を相殺する事で視認性を低下させる「カウンターシェーディング」がある。
雪原地帯では白や薄い灰色または白一色、夜間作戦用の塗装などでは濃淡もない一色となることもあり、これらは一般的な意味での「迷彩」と呼ばれないこともあるが、「迷彩」とは「周囲の情景に紛れるような装い（であること)」を意味するため、これらも定義上は「迷彩（塗装)」である。
需要層は異なるが狩猟用途でも迷彩は重要である。猟場の植生に合わせた服を用意することで安易に獲物に目視されず、場所に特化することで軍用用途の多種の環境での迷彩効果以上の優れた効果を発揮することができる。なお、日本国内での使用は誤射防止で規定があるので注意が必要である。

## 歴史
近代までの軍隊の塗装は、「隠れる」以前に「目立つ」事が重要であった。視覚的手段しか識別法が無い時代、敵味方の識別や自軍の強さ、また自軍内での士官の地位や権威を誇示するために、軍旗や甲冑、軍服には目を引く配色やデザインが求められた。まだ銃が発展途上であった近代以前の銃撃戦において、敵の前で「目立つ」ことは、決して「一方的に射撃されること」を意味していなかった。
近代軍服において初めて迷彩的効果を採用したのはイギリス軍が1848年にペシャーワルでの戦いで、現地の色彩に合わせたカーキ色の軍服を用いたのが始まりだといわれている。ペルシャ語ではカーキは「土埃を被った茶色」を意味した。しかしながら、本格的にデザインされた迷彩模様を採用したのは第一次世界大戦中のフランス軍であったといわれている。1914年の末頃、フランス軍の砲兵隊勤務についた一人の画家が大砲と戦車の迷彩を考案したのがその始まりである。迷彩の効果が確認され、軍は1915年以降は偽装迷彩隊を結成させ、画家やデザイナーなどがその模様を考案するにあたって起用されたといわれている。その後、イギリス軍も1916年のはじめに同様の部隊を結成・組織するにいたった。
航空機による偵察力の向上、兵器の破壊力の向上に伴い、迷彩の重要性が増し、特に第二次世界大戦以降は各国の軍で一般的に取り入れられるようになった。最も成功した迷彩は冬季に降雪地帯で着用する白のオーバーオールであり、これは絶大な効果を発揮し、各国においてほとんど反対なく採用されている。

## 軍事利用

### 建造物

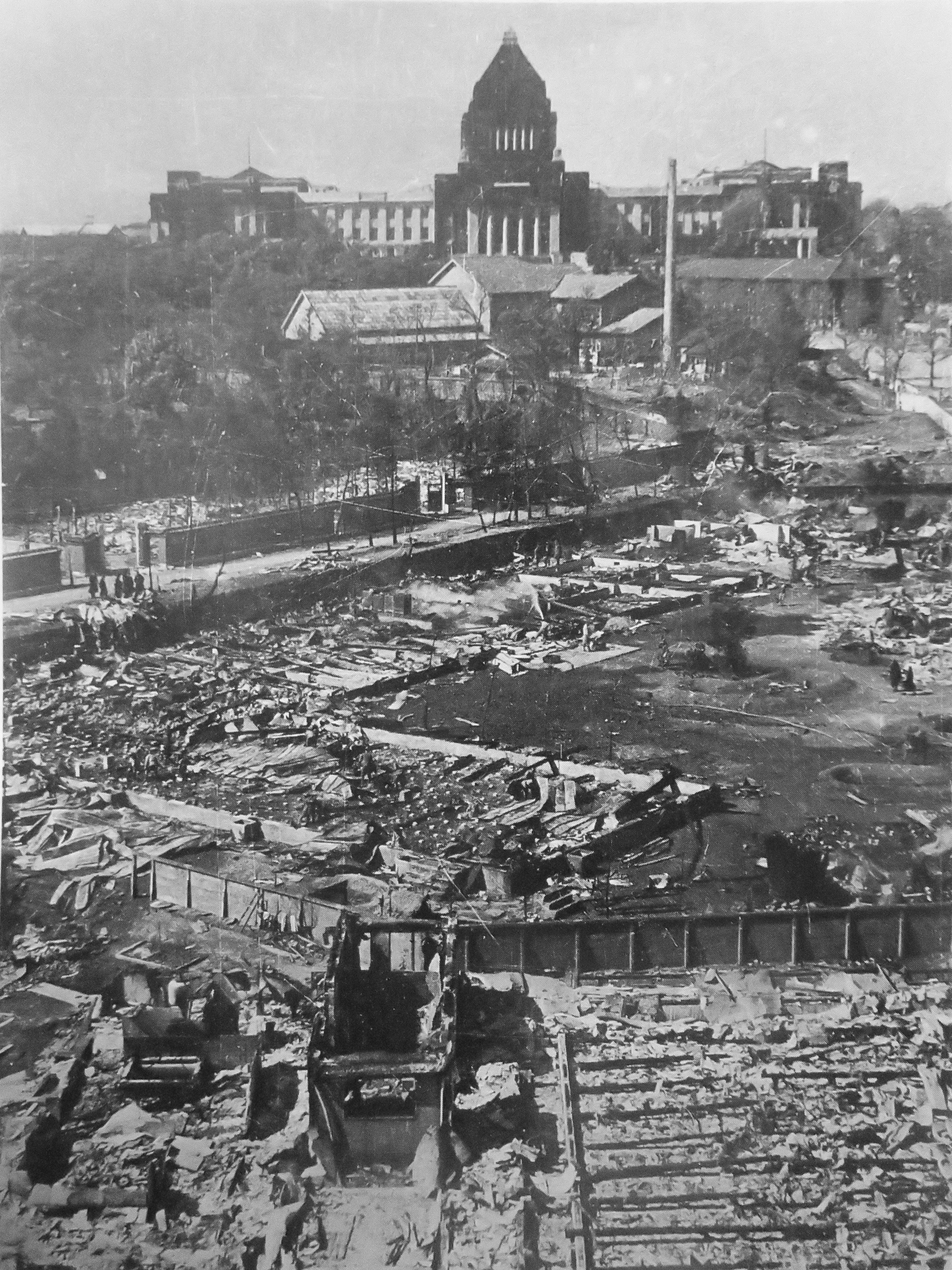
爆撃を避けるため迷彩が施された国会議事堂（撮影：1945年、石川光陽）

建造物の迷彩は、地下に隠すことのできない建物や滑走路、貯水池、ガスタンクなどを空襲から守ることが主目的となる。
有名な例では、第二次世界大戦中にシアトル近郊にあったボーイング社の工場の巨大な平屋根が目立つので、上空から見ると戦略的価値のない住宅街にしか見えないよう明暗の色に細かく分けた分割迷彩をほどこされたことがある。
また、掩体壕や特火点を民間建造物に偽装するために窓などを描きこんだ例もある。

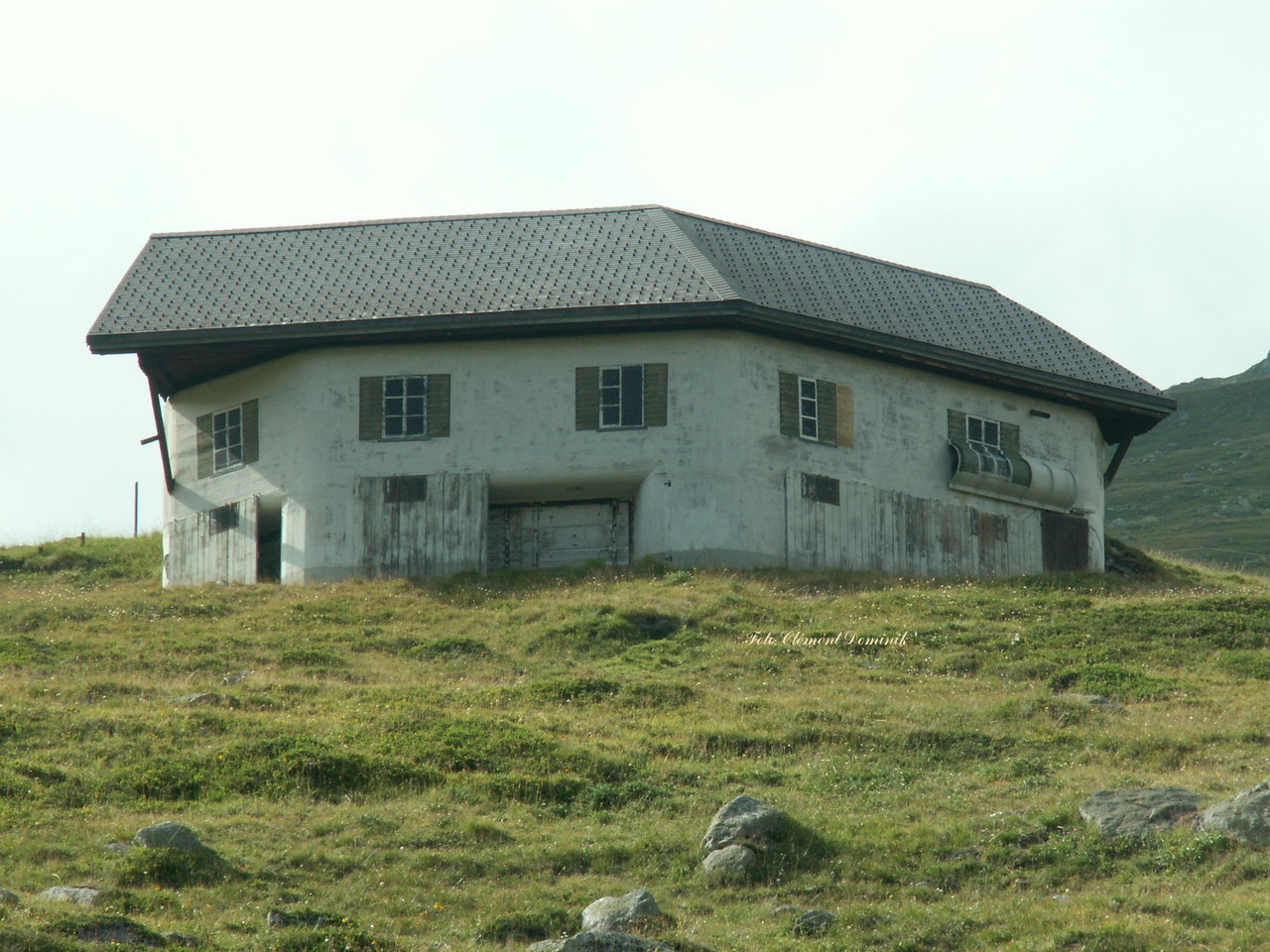
民家に偽装された機関銃トーチカ（スイス）

### 車輛

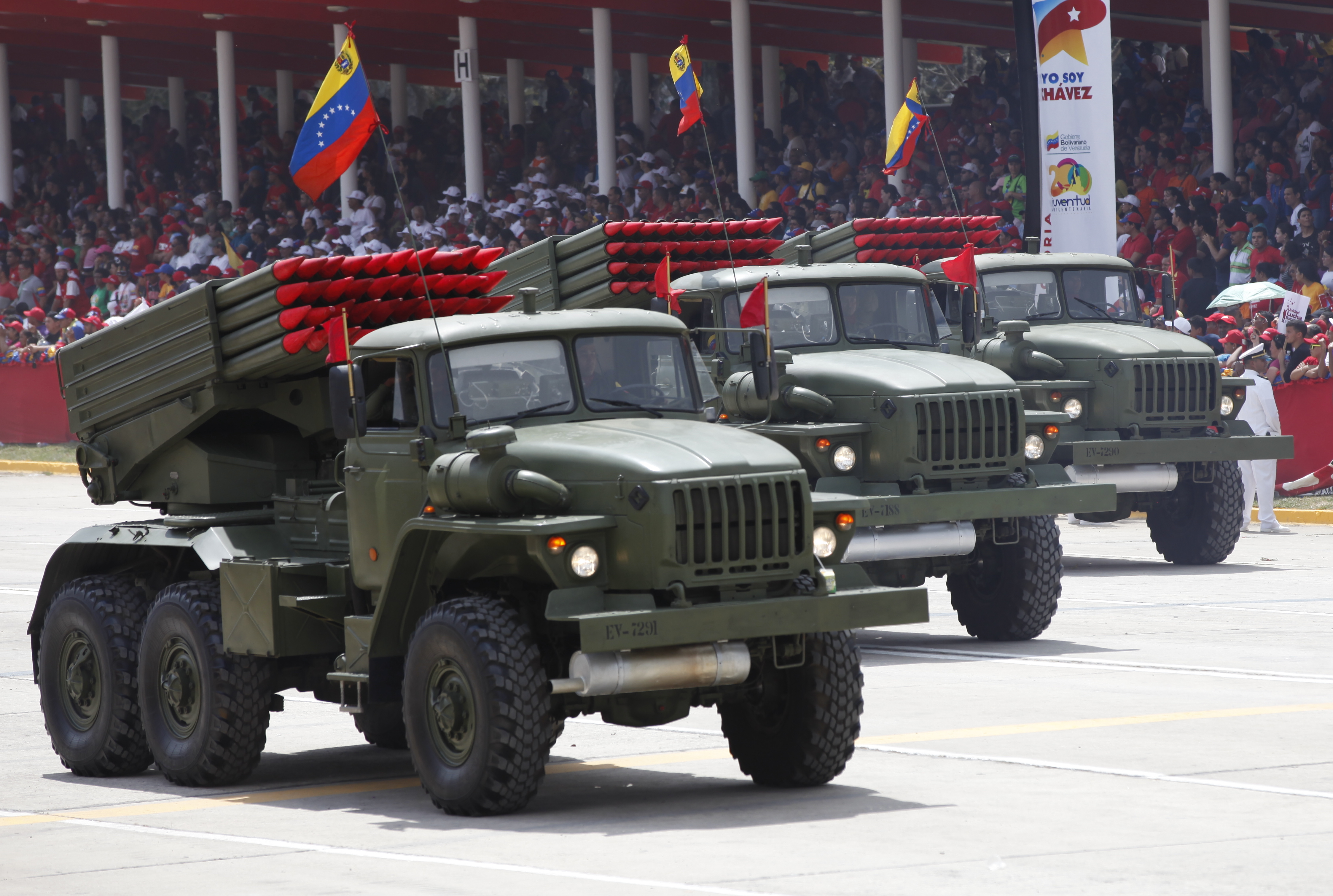
単色迷彩を施したBM-21

第二次世界大戦で戦車を有効活用したナチス・ドイツでは、開戦時にはダークグレーが基本塗装色となっていたが、北アフリカ戦線において迷彩色として用いられたサンドイエローがヨーロッパ戦線においても有効である事が示され、後期には基本色がダークイエローに変更された経緯がある。更に前線で上に2色を重ねた3色迷彩が施され、また冬季の降雪時には上から石灰の水溶液などを塗りつけた冬季迷彩が施された。
アメリカ軍はベトナム戦争時期までオリーブドラブ単色だったが、1970年代にサンドブラウンを基本にした4色迷彩を採用した。しかしコストや標準化の都合により、80年代にはNATO軍と同じ3色迷彩に切り換えている。
湾岸戦争・イラク戦争では現地に合わせたサンド系の塗装が施された。近年は市街戦に適した幾何学的パターンの迷彩も登場している。

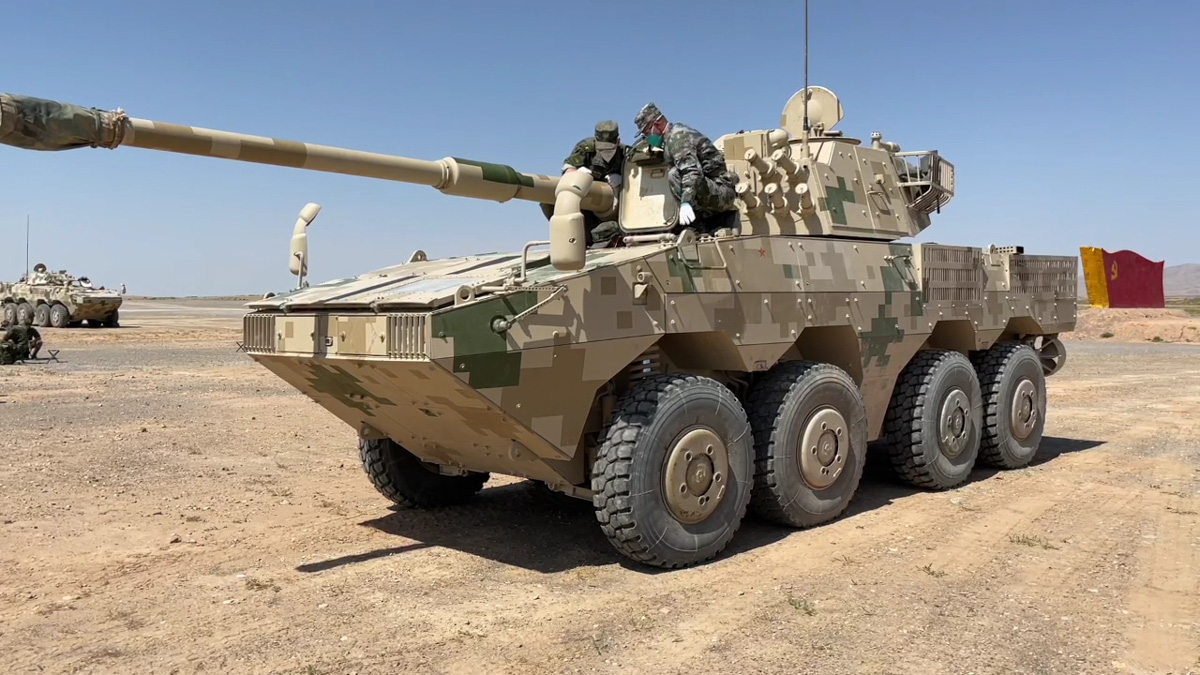
デジタル迷彩を施したZTL-11

第二次世界大戦期からドイツ軍、ロシアと周辺国では、新聞紙を車両に張り付ける迷彩が行われている。

### 制服・戦闘服
第一次世界大戦開戦当初は派手な色の戦闘服を使用していた軍もあったものの、大戦中に各国ともカーキ色系などの目立たない色の軍服を使用するようになった。

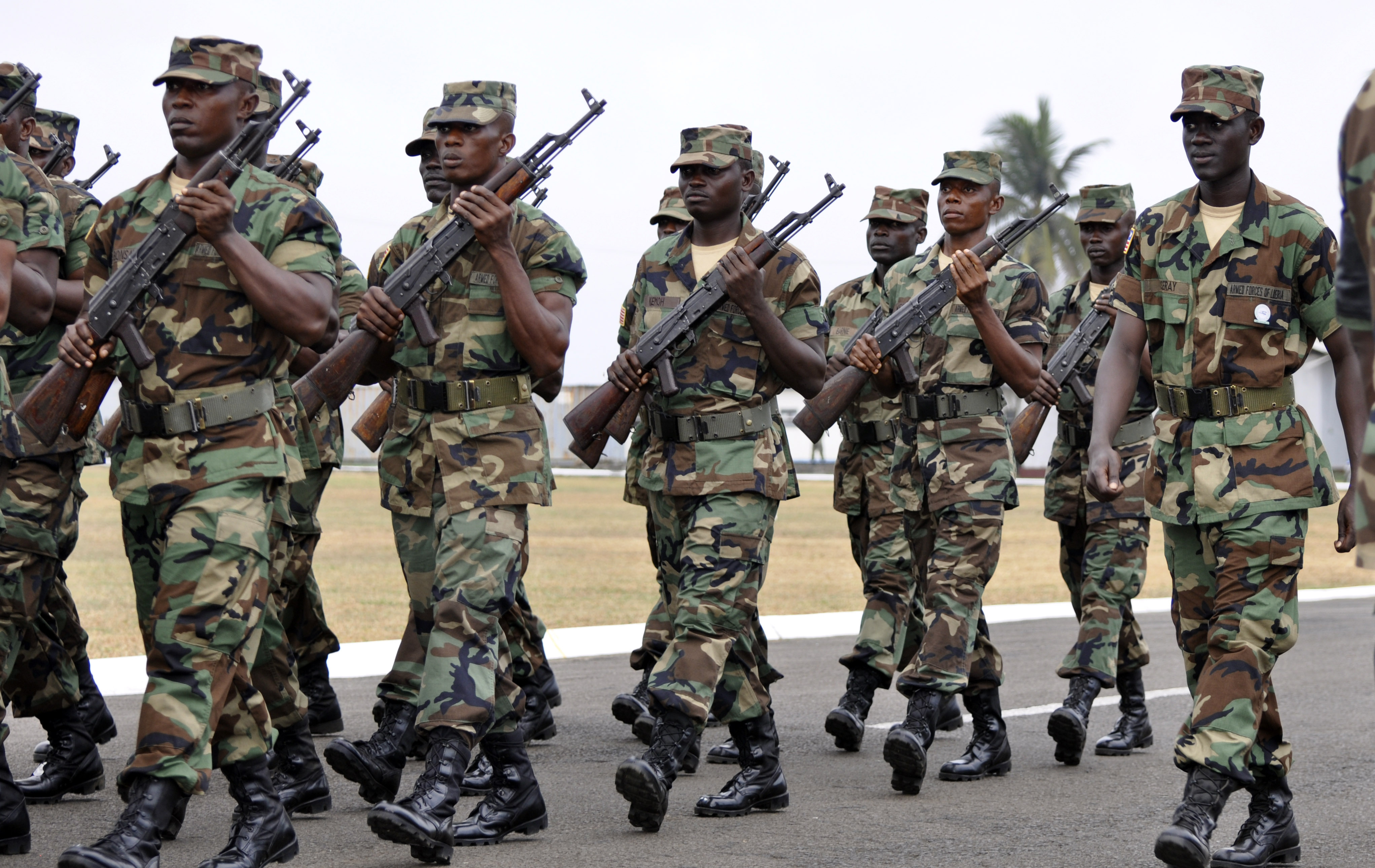
ウッドランド迷彩の戦闘服を着用したリベリア軍兵士

現在のような迷彩服を初めて本格的に使用したのは、第二次世界大戦中のナチス・ドイツの武装親衛隊である。他に同時期のイタリア軍空挺部隊、アメリカ陸軍や海兵隊の一部にも用いられた。他にはイギリスやソ連、ハンガリーなどでも、空挺兵や斥候兵を中心に、迷彩柄（ヘルメットカバー、スモックやプルオーバー、パーカーなど）が使用されている。日本の陸軍空挺部隊（義烈空挺隊）では、単色の戦闘服に染料で模様を描き込み迷彩効果を得ようとした事例がある。
近年は、コンピューターを使って効果の高い配色を決めたり、細かいドットによって模様を構成するデジタル迷彩やさまざま地形での効果を狙った迷彩（MARPAT、マルチカムなど）が増えつつある。また、対テロ、市街戦用には灰色や白（ビルの色に溶け込むため）を基調とした幾何学迷彩（アーバンカモ、都市迷彩）が使用される。
なお、人間の視覚は同じパターンの繰り返しを不自然と感じるため、迷彩は同一形状部分が表れないように施すのがセオリーである。迷彩服として仕立てる場合、一般的なプリント染色パターンサイズでは1着の上に繰り返しが生じるため、特別な大判プリント型を必要とする点が高コストの一因となる。逆に言うと、素性のはっきりしない中古品などで迷彩柄にパターンの繰り返しが見られるようだと廉価な模造品の可能性が高いということになる。

### 航空機
飛行機の迷彩塗装が真剣に考慮されだしたのはスペイン内戦以来のことである。第一次世界大戦までは戦闘機のパイロットは貴族など上流階級の出身も多く、騎士道精神に則り一対一の空中戦を演じ、武勇伝を後世に残す決闘としての側面が強かった。このため派手な塗装に大きな部隊章や紋章を描くことも多かった。

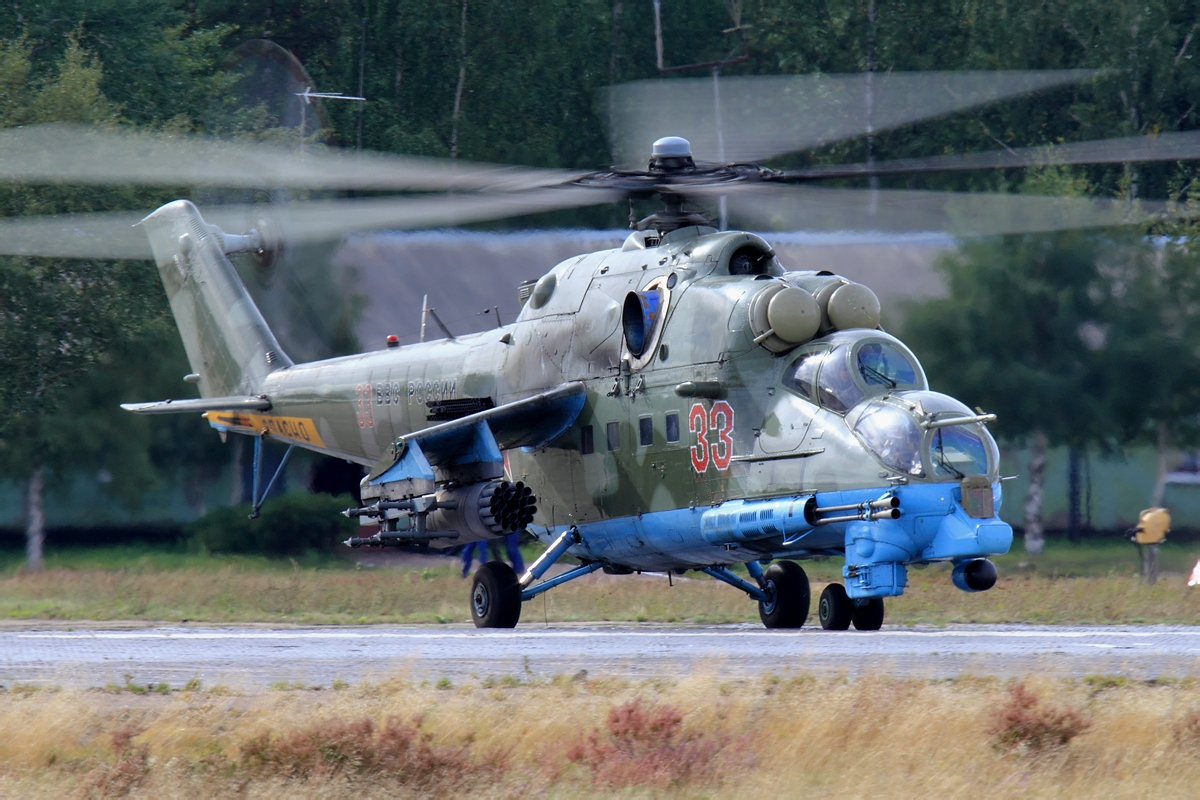
ロシア空軍のMi-24

第二次世界大戦で個人戦からシステム化された団体戦に移ると飛行機に適した迷彩の研究が行われた。しかし敵味方識別装置が未発達であったため混戦になると友軍機からの誤射が頻発したことから、大きな国籍マークやインベイジョン・ストライプ（連合国軍機の機体・翼に大きく描かれた白黒の塗り分け）といった識別模様を描くことで視認性を上げる対策が施された。また派手なノーズアートも士気高揚のため黙認されていた。
本格的な航空機への迷彩は、ベトナム戦争のころから発達する。ベトナム戦争では、目視範囲での戦闘が多かったため、アメリカ軍において派手な塗装の機体の損害が無視できないものであった。そのため、低空における任務が主である攻撃機などには、上から見た時に地上に溶け込むような地上部隊と同様の迷彩塗装が、高空における制空任務が主である戦闘機にはなるべく近くまで見つからないようにする青灰色系統の低視認性（low visibility、ロービジ）塗装が行われるようになった。また低空飛行する機体には上部を前者に、下部を後者にする折衷も見られる。
近年は機体番号や国籍マークなどを遠目には目立ちにくいロービジ塗装で描く例がある。日本など周囲を海に囲まれた国や艦載機では、機体に青を基調とした洋上迷彩が施される場合もある。

### 船舶・艦艇

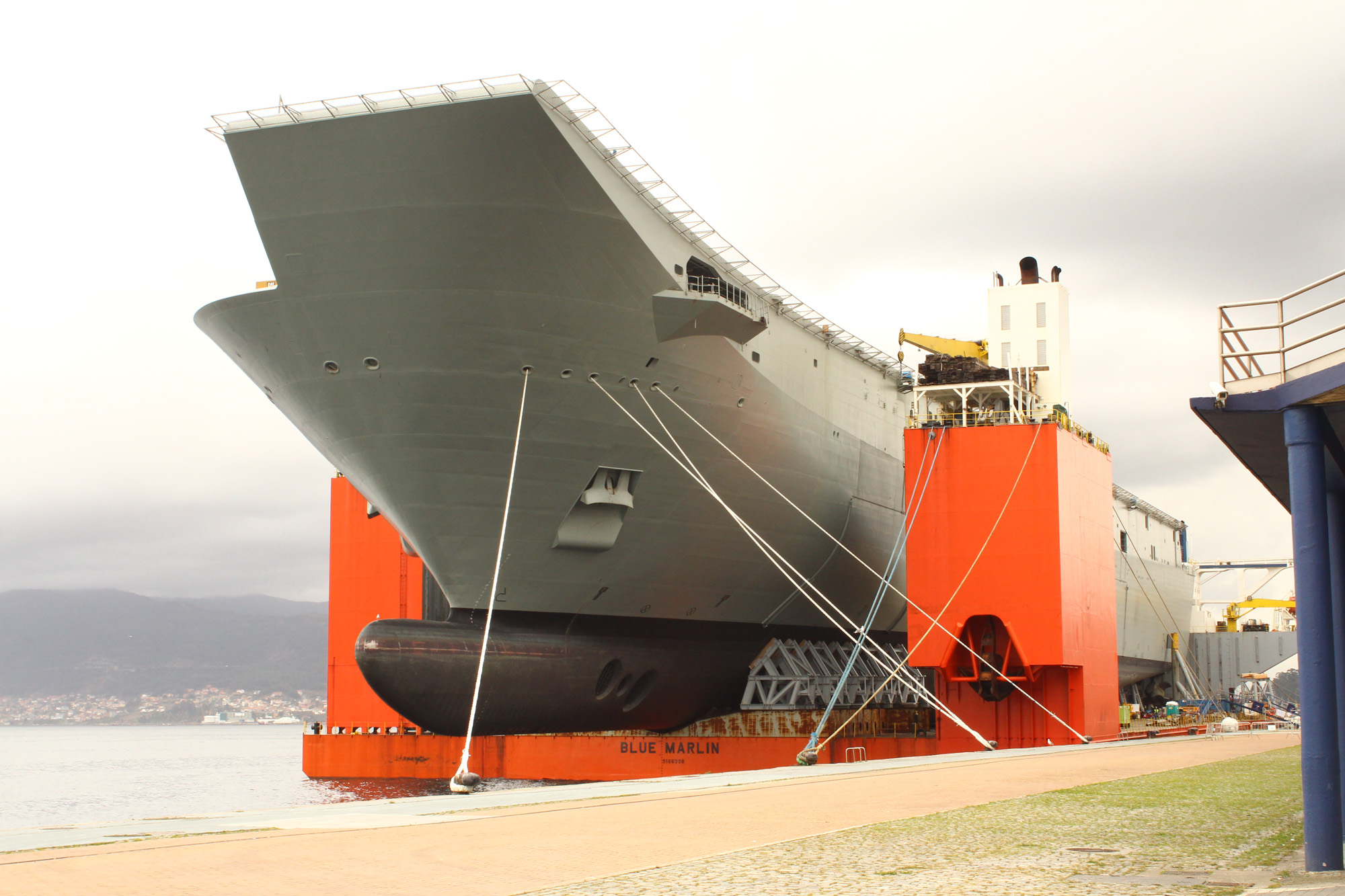
キャンベラ級強襲揚陸艦。船体と底部の色が異なることに注目。

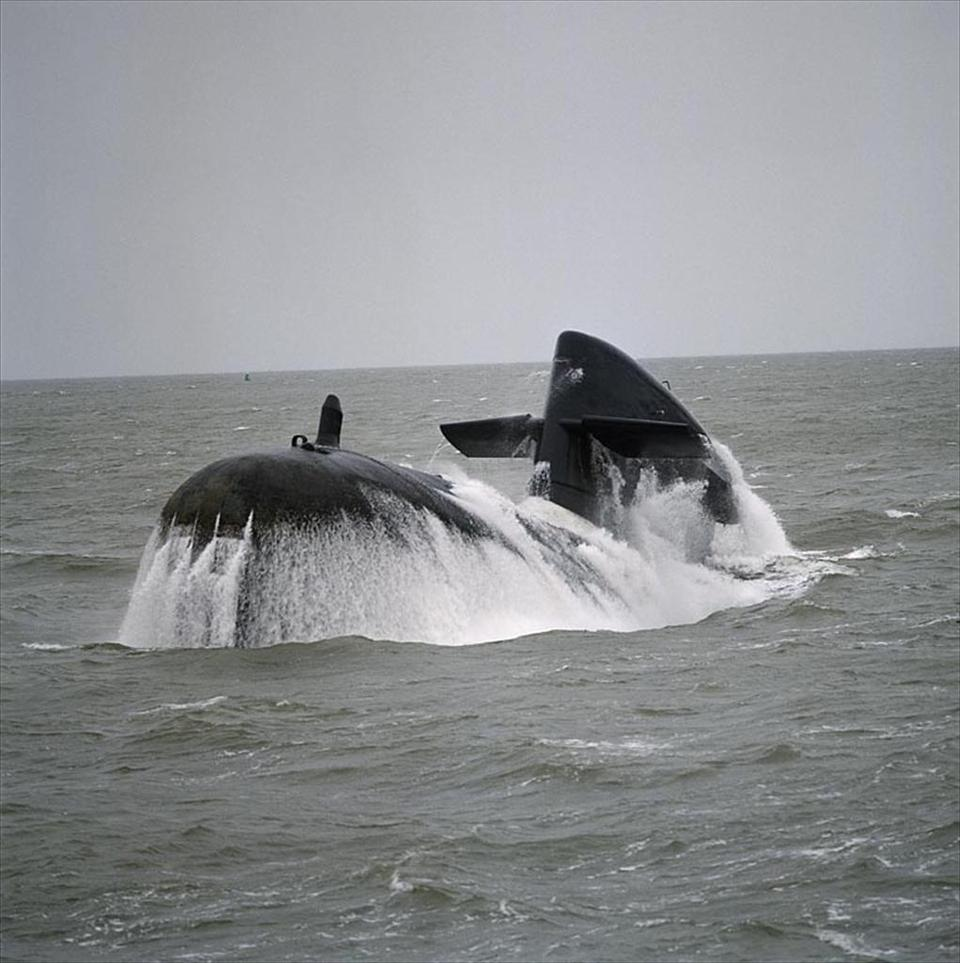
ワルラス級潜水艦。水上艦と異なり潜水艦は全体が黒色になる傾向にある。

艦船における迷彩は、陸上や航空機から「見えにくくする」ものではなく、敵に大きさ・速力・進行方向や艦までの距離などを誤認させることが主目的となる。これは海洋上において艦船の不可視現象を表現することが困難であるためである。
艦船の迷彩は19世紀末ごろにアイデアが現れるが、実現したのは第一次世界大戦であった。1917年頃、第一次大戦中にドイツの潜水艦（Uボート）による被害が増大すると、帯状の迷彩や波頭の迷彩が行われるようになった。特に煙突やマストなどをそのままに存続する場合は垂直線を消去し斜線の迷彩を施した。
初期には多くの色が用いられたが、第一次大戦後には黒系、灰系（バトルシップグレイ）、青系におさまった。それはドイツの潜水艦が迷彩看破の方法として潜望鏡に色光濾過機（色をモノクロに還元するフィルタ）を備え、色の影響を無くして攻撃していることへの対応であった。艦全体を灰色に塗装、背景との区別を困難にし、艦までの速度・距離測定を欺瞞し、艦影を巡洋艦や戦艦といったサイズが異なる艦艇と近い形にすることにより、距離を誤認させようとしたこともある。
第二次大戦では空母にも迷彩塗装が施されている。空母は空から見るとその形ですぐに艦種が判明してしまうが、飛行甲板上に幾何学模様（基本的にどの国も、緑、黒など暗い色を用いている）の迷彩を施すことで、船として発見されてもどんな船なのかを判別できなくするという、輪郭線の欺瞞が期待できるからである。アメリカ海軍では灰色2色に黒を交えた雲形迷彩（Ms.32/22D）を考案し、「ミズーリ」などの戦艦にも採用していた。イギリス海軍ではマウントバッテンピンクが一時期使われていた。日本海軍の「瑞鶴」は空母以外の艦船に誤認させるため、船体や甲板に艦影や構造物の図案を塗装した。
太平洋戦争末期、燃料不足や航路封鎖で事実上行動不能に陥り岸壁に停泊したままとなった頃の日本海軍艦船は、空襲する敵機に対し陸地の一部に見せかける緑色の植生を模した迷彩を施したこともあった。
第二次世界大戦後は全体を灰色で塗装するのが主流となった。
艦船の代表的な迷彩様式は以下の通り。
- ブラッシュ式
- マッケー式
- ヘルッツオーグ式
- トック式
- ワーナー式

## 自衛隊における利用

### 迷彩服
陸上自衛隊では迷彩模様は威圧感や戦争色をイメージさせるためかオリーブドラブ（OD）が用いられることが多かったが、昭和後期には戦闘服にも迷彩が用いられるようになった。しかしながら、北海道の笹藪を元にデザインされたといわれる迷彩パターンは一部地域を除き、近距離では逆に非常に目立つものであった。特にベース色の薄緑色部分は洗濯をするうちに水色のような発色をするようになり、敵に察知されやすいと不評であった。
そのため平成期になり、新型の迷彩パターンが研究されるようになり、1992年には迷彩2型（通称、新型迷彩）の戦闘服（後に作業服も迷彩化した）の支給が開始された。新型迷彩は、日本の様々な山野の風景をコンピュータ処理し、日本の気候風土に合った迷彩パターンをドット化してデザインしたもので旧迷彩よりも大幅に性能が向上していた。現在は戦闘服と作業服がこの新型迷彩へ移行し、旧迷彩やODを見かけることはほとんどなくなった。
2004年からのイラクのサマーワへの自衛隊派遣（自衛隊イラク派遣）では各国が砂漠地帯用の迷彩パターンを採用した被服を用いる中、自衛隊は"日本の平和復興部隊の駐留"であることを強調するため、あえてこの緑色の迷彩パターンの被服（防暑服4型という特注品）を採用した。イラクなどのイスラム圏では緑は高貴な色とされておりそれを踏まえ戦闘部隊ではないという意味をこめたとも言われている。
このように砂漠用の迷彩を使用してこなかった陸上自衛隊も、被狙撃防止の観点から現在は砂漠用迷彩を採用している。この迷彩は2型迷彩のパターンを踏襲し、色合いを砂漠用に変化させたもので、海上自衛隊の哨戒機を護衛するためジブチに展開している部隊が2010年から使用している。
航空自衛隊では、高射部隊（防空部隊）や基地警備隊において、陸上自衛隊のものとは異なる迷彩服（陸自の旧型迷彩の色違い）を採用している。近接戦闘を重視した細かいドットの集合である陸自の新型迷彩に対し、空自の迷彩は遠距離からの視認性低下を重視した大柄で茶色がかったパターンである。2009年からはその後継としてグレーを基本色としたデジタル迷彩が採用されている。また、空自は湾岸戦争時に自衛隊として初めて6Cデザート（チョコチップパターン）の砂漠用迷彩服を採用し、邦人救出作戦に備えた。実際に出動はしなかったためこの迷彩服が使用されることは無かったが、後のイラク派遣の際には陸上自衛隊と異なり3Cデザート（コーヒーステインパターン）の砂漠用迷彩服を使用している。
飛行服は濃緑色のものを使用しているが、派遣海賊対処行動航空隊にはタンカラーの飛行服が支給されている。

### 車輛
陸上自衛隊の車輌は元々オリーブドラブ単色で塗装されていたが、1990年代に入り、茶色や黒などを使った大柄の迷彩塗装が施されるようになった。
現在の陸上自衛隊の車輌の大半（トラックなどは除く）はこの迷彩塗装が施されているが、イラク派遣の際には迷彩服と同じく"日本の平和復興部隊の駐留"であることを強調するためにOD単色に塗り替えて派遣された。航空自衛隊はパトリオットミサイルや軽装甲機動車のような戦闘車両を保有しているが、陸上自衛隊のように迷彩塗装は施しておらずOD単色で塗装されている。

### 航空機
航空自衛隊の航空機には、空中や駐機中に効果を発揮するグレー単色のロービジ塗装（F-15J、F-4EJなど）、海上を飛行する際に効果を発揮する海洋迷彩（F-2、F-4EJ、UH-60J）低空飛行時に効果を発揮する森林迷彩（RF-4EJ）の3種類が採用されている。
海上自衛隊ではアメリカ海軍に倣い、ノーズを黒、上面を海の照り返し（白）、下面を空（ライトグレー）と同化させる3色の洋上迷彩で統一していたが、アメリカ海軍がグレー単色のロービジ塗装に変更すると、固定翼哨戒機（P-3C、P-1）にはグレー単色のロービジ塗装、哨戒ヘリコプター（SH-60Jなど）にはロービジ塗装から下面のみ白色とした低空用の洋上塗装、救難機には濃青色とグレーの洋上迷彩に変更している。
陸上自衛隊の航空機は基本的に車輌と同じ迷彩塗装が施されているが、一部の機体（EC-225LP、LR-2）は、ノーズと排気口周辺を黒、下面をライトグレー、上面を青、中間を白にした独自の4色塗装としている。

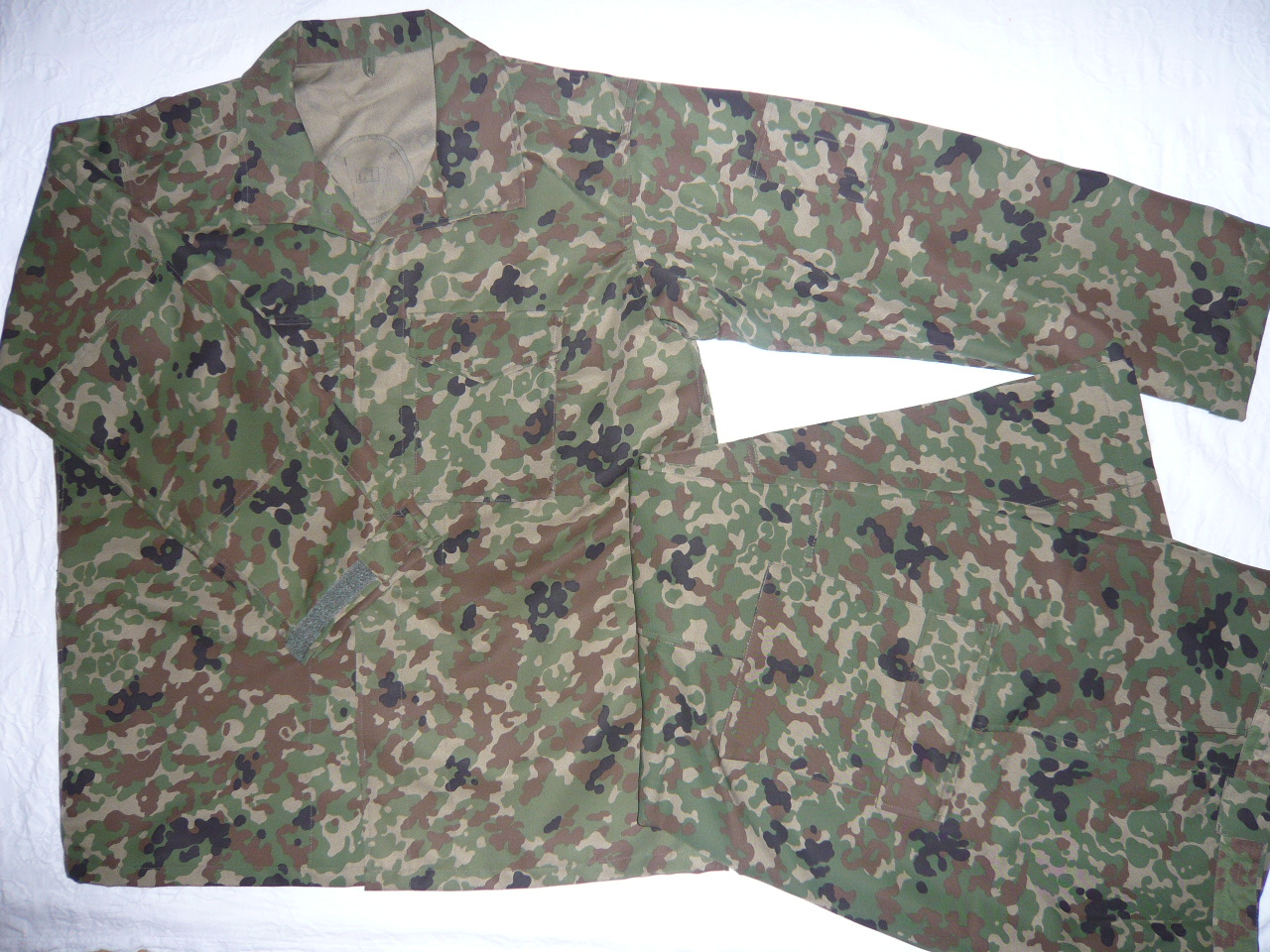
迷彩服3型と同形状の迷彩作業服3型のレプリカ
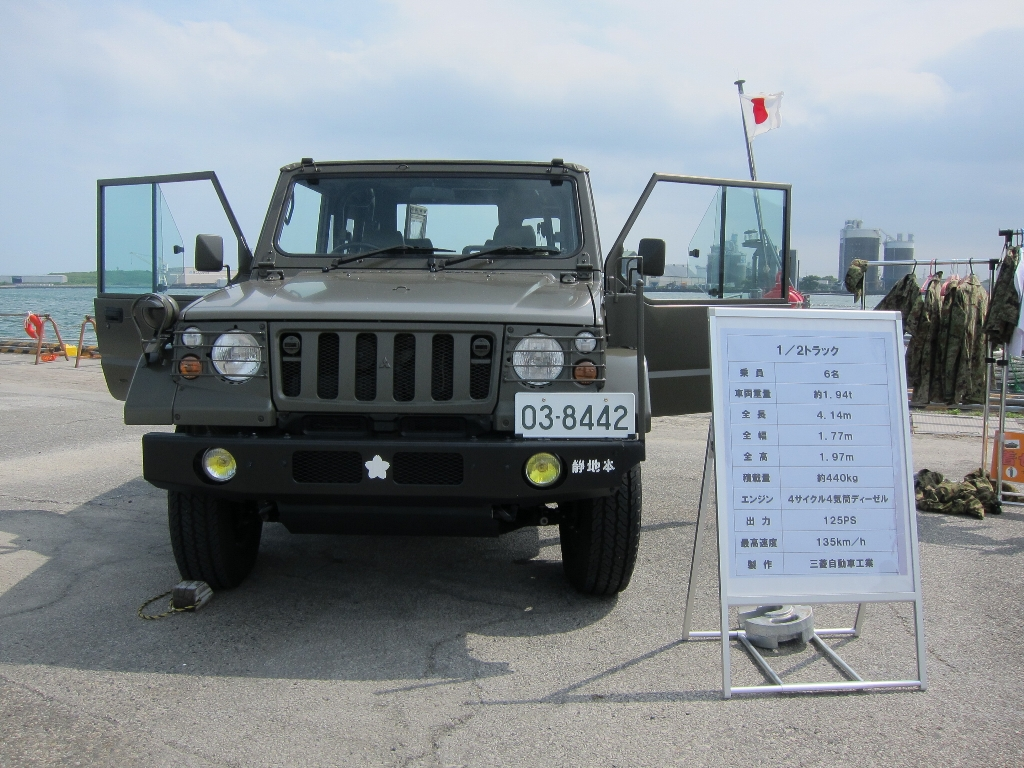
73式小型トラック
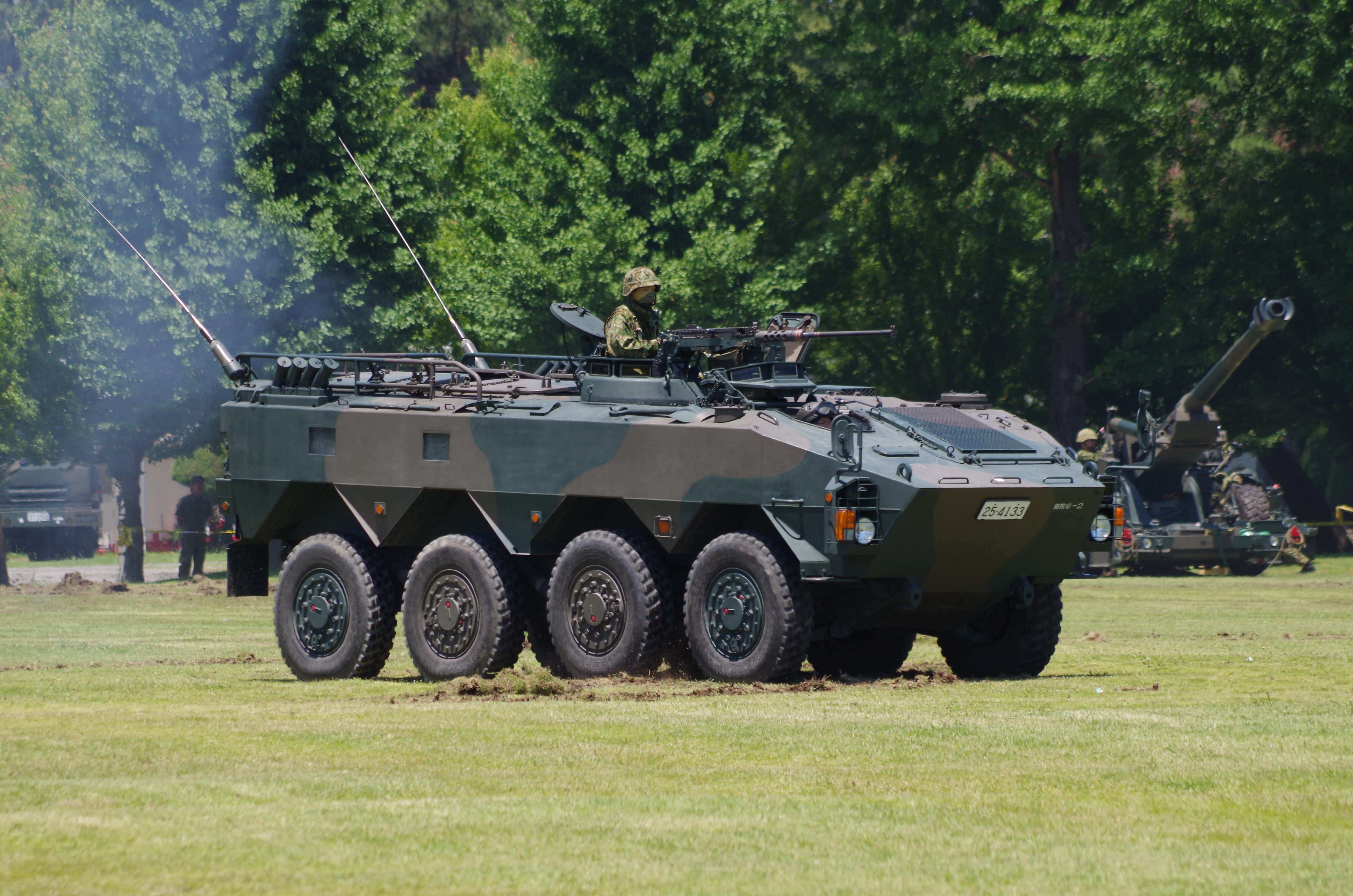
96式装輪装甲車
服のほか、ギリースーツも着用して身を隠す訓練を行う自衛官
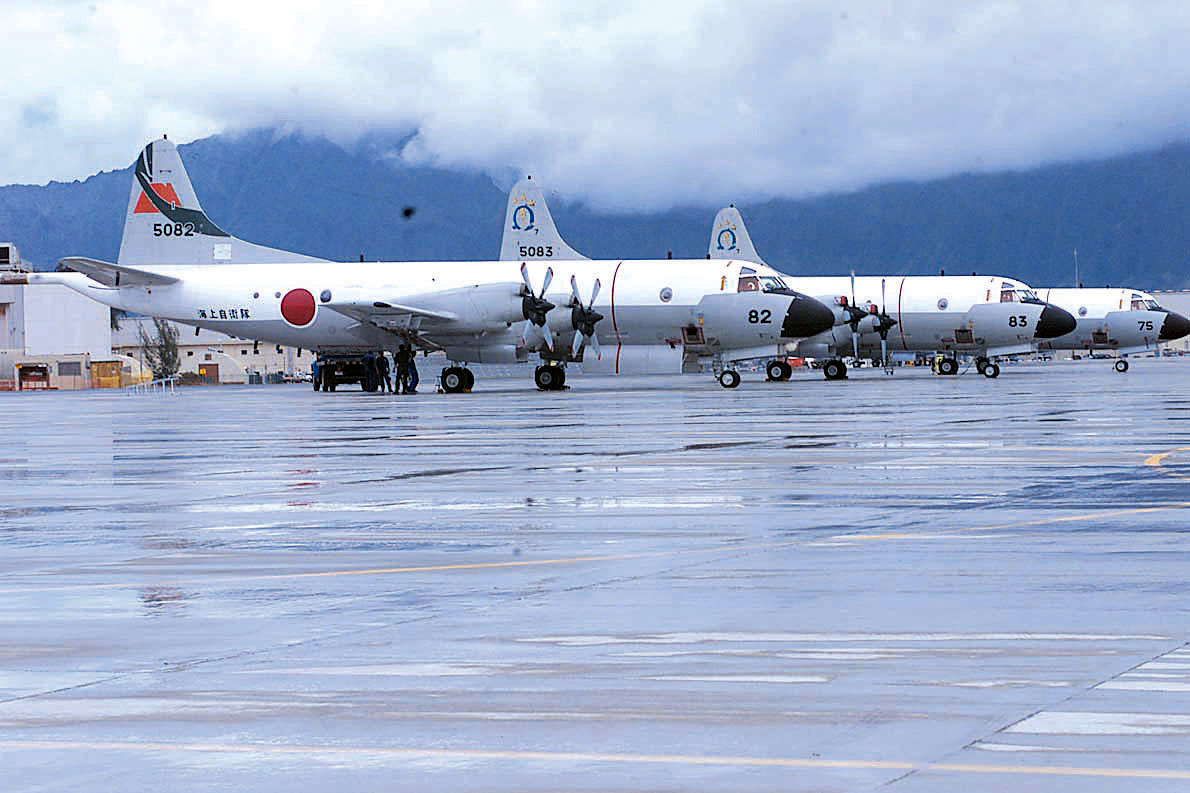
海上自衛隊に導入された当初のP-3C。白とグレーの二色迷彩（2001年）
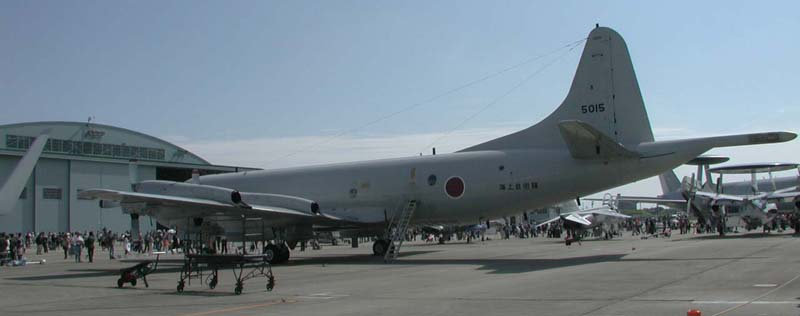
ロービジ塗装に変更された海上自衛隊のP-3C（2005年）
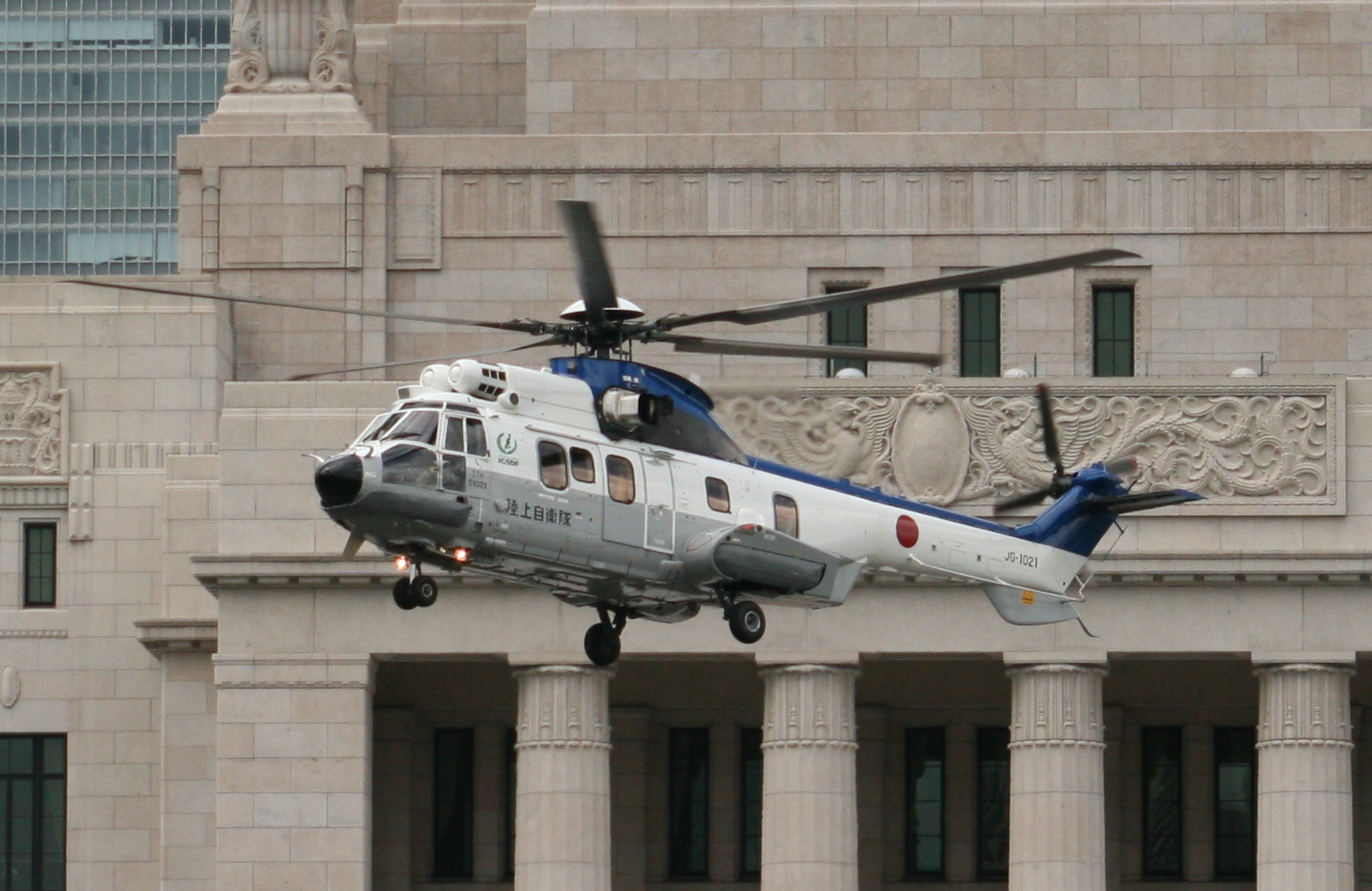
陸上自衛隊の特別輸送ヘリコプターEC-225LP（2012年）

## 光学迷彩
現時点ではサイエンス・フィクション上の概念にすぎないが、研究が進められている。

## ファッションと芸術において

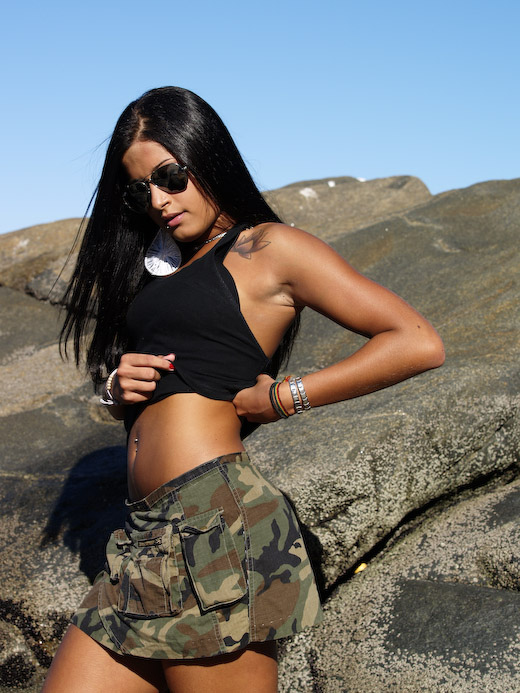
迷彩柄のミニスカート

軍事用に開発された迷彩・カモフラージュのパターンは「迷彩柄」、「カモフラージュ柄」として民間のファッションや芸術作品に取り入れられている。

### 黎明期
1914年にフランス軍の車両に最初の迷彩パターン塗装が施されたとき、ドイツ帝国軍進攻までの3週間にパリのファッションデザイナーはそれらを観察して、その抽象的なパターンを婦人服に取り入れた。つまり、迷彩柄は軍服・戦闘服に採用されるより前に民間のファッションに取り入れられていたのである。
最初に迷彩・カモフラージュを絵画に取り入れたアーティストはジャン＝ルイ・フォラン、シャルル・カモワン、ジャック・ヴィヨン、ルイ・マルクーシらフランスのポスト印象派、またはフォーヴィスム派であった。同時に、彫刻の分野ではアルフレッド・ブーシェ、シャルル・デスピオらがこれを取り入れていた。
迷彩柄の破壊的なパターンはパブロ・ピカソらキュビスムのアーティストによって開発されたという説もあるが、彼らが軍に雇用されていた記録は残っておらず、立証には至っていない。

### 1960年代以降

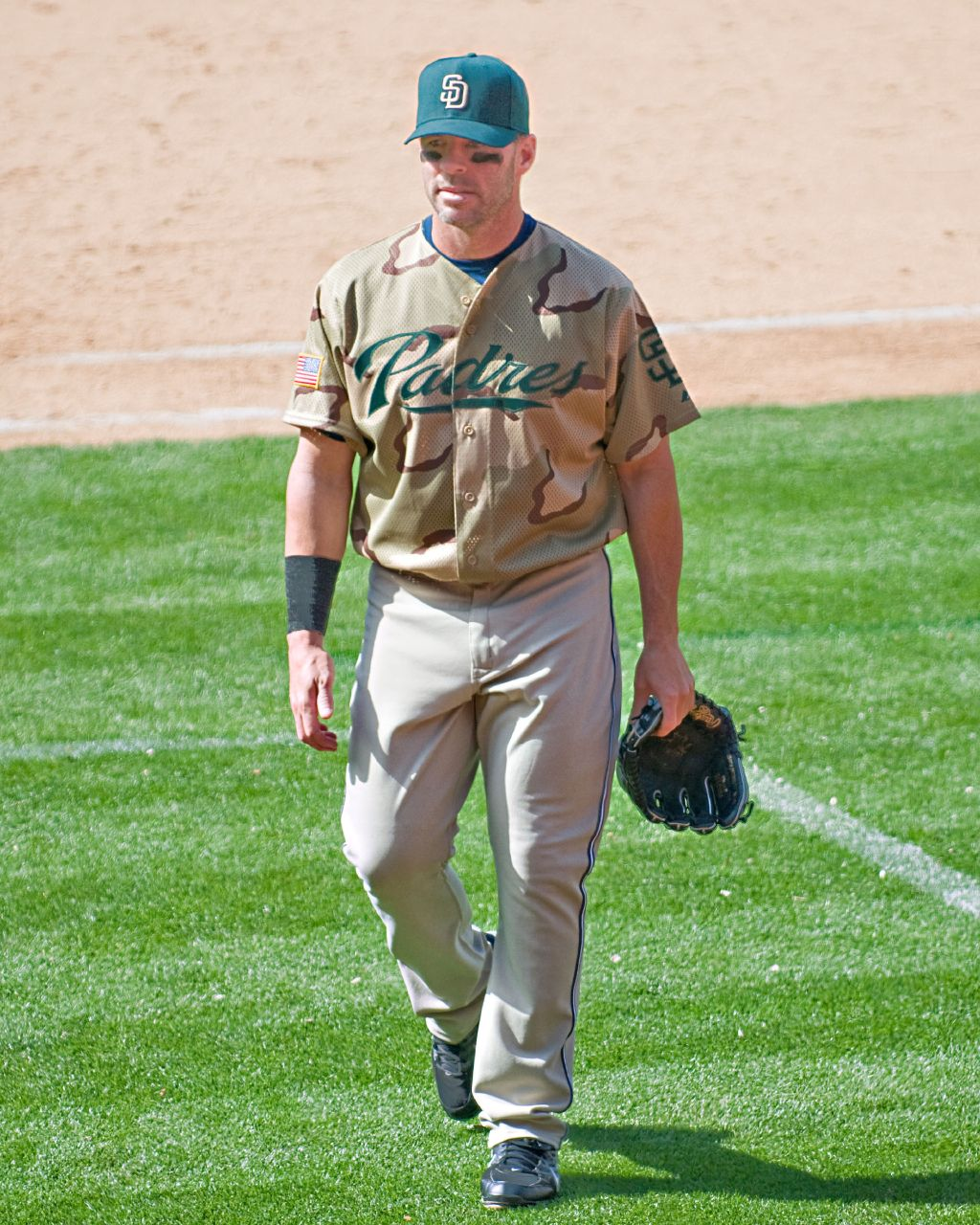
軍港として栄えるアメリカ合衆国サンディエゴのMLBチーム、サンディエゴ・パドレスは毎年4月の「ミリタリー・オープニングデー」において迷彩柄のユニフォームを着用している。

二つの世界大戦を経て迷彩柄は徐々に軍国主義的なイメージを帯びるようになり、戦後しばらくは芸術やファッションの分野で使用されることはなかった。
しかし、1960年代以降のアーティスト達は軍事発祥であるという起源を無視して、または逆に反戦のメタファーとして「隠蔽し、歪曲させる」という迷彩柄独特の手法と概念を大胆に作品に取り入れだした。
例えばアンディ・ウォーホルの「Camouflage Self-Portrait」（1986年）や、アラン・ジャケーによる1961年から1970年代までの作品群、イアン・ハミルトン・フィンレー、ヴェルーシュカ、ホルガー・トリュルシュによる共同作品「Nature, Signs & Animals」（1970年）、「Mimicry-Dress-Art」（1973年）や、トーマス・ヒルシュホルンによる「Utopia : One World, One War, One Army, One Dress」（2005年）などがこれにあたる。
迷彩柄の衣類も徐々に普段着として浸透していった。アメリカ軍払い下げの丈夫で安い戦闘服はまず合衆国とその他の国の狩猟ハンター達の間で市場を見つけた後、各国軍が恒常的に払い下げを行ったため、特に戦争への嫌悪感の薄かった戦勝国を中心にさらにその市場を拡大していった。

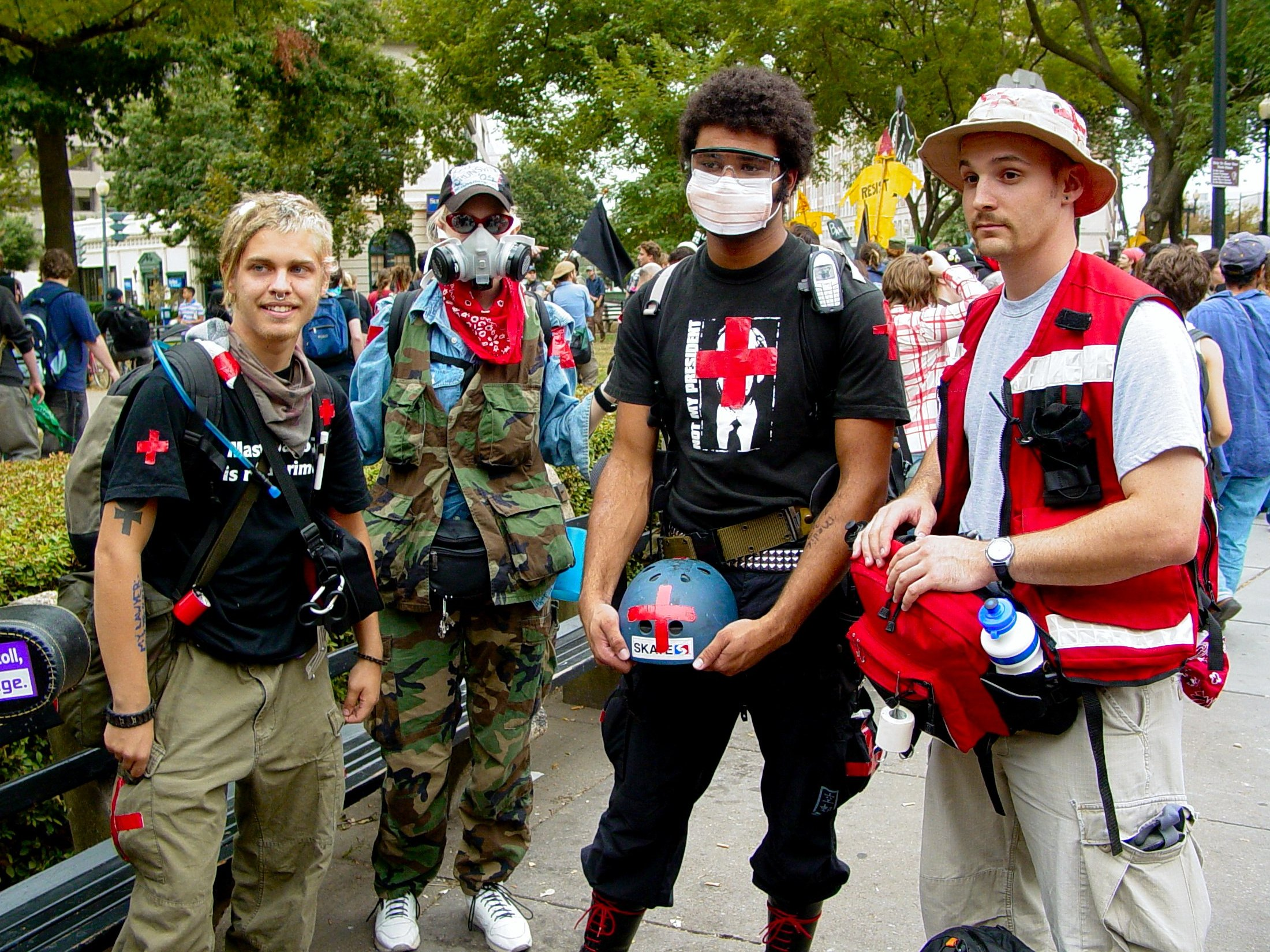
迷彩服に身を包む反戦運動家（左から二人目）

迷彩服に限らず、1960年代には戦闘服を普段着として着用することがますます一般的になっていった。VVAWなどの反戦運動家達は反戦のシンボルとしてこれを着用していた。ベトナム戦争終結後にはオリーブドラブの戦闘服に代わって迷彩柄のものが人気を博した。
1970年代に入ると、迷彩柄は反戦のシンボルというよりも若々しさや反規律や反秩序を象徴するデザインとして受け入れられていき、ついにはハローキティの衣装や、野球のユニフォームなどにまで採用されるようになっていったのである。
ハイファッションの分野ではジャン＝シャルル・デ・カステルバジャック、ローランド・チャカル、スティーブン・スプルース、フランコ・モスキーノらが1990年代までに迷彩柄を使用した。

### 1990年代以降

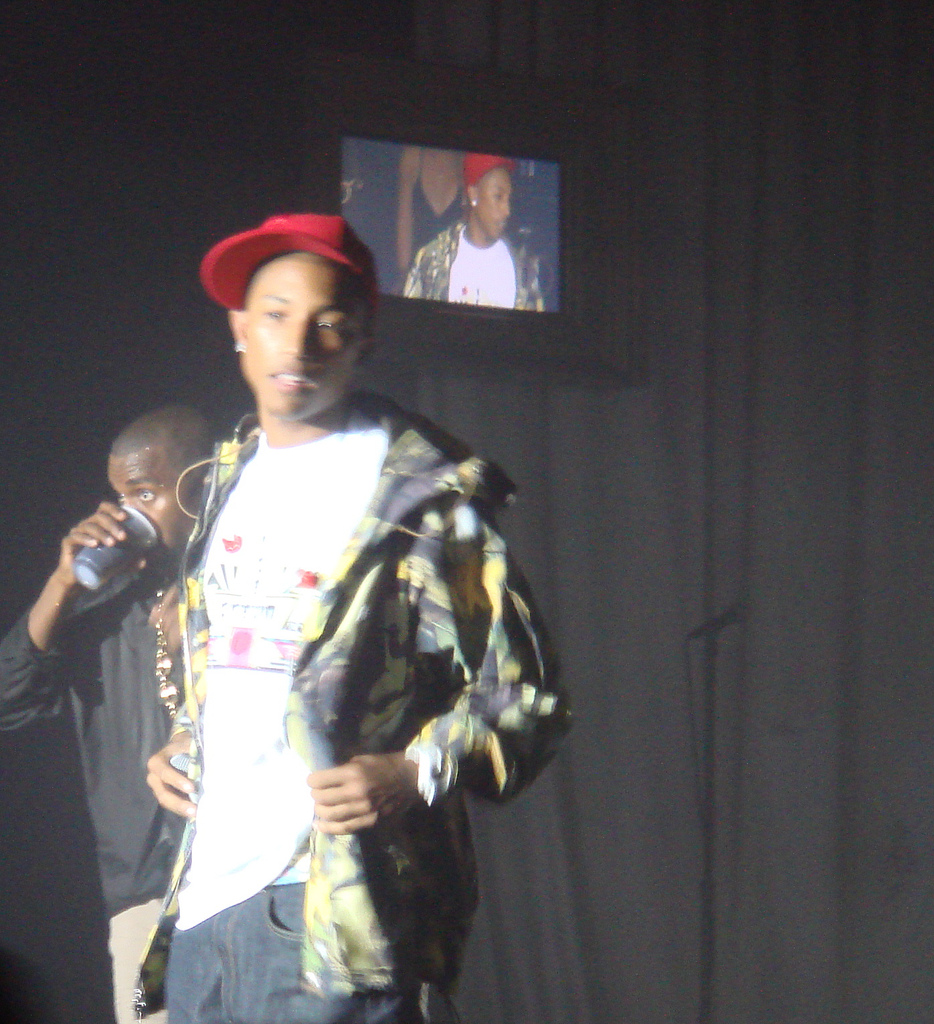
迷彩柄のジャケットを羽織るファレル・ウィリアムス

1990年代以降も迷彩柄の使用は一過性の流行に終わることはなく、ジョン・ガリアーノ（クリスチャン・ディオール）、マーク・ジェイコブス（ルイ・ヴィトン）、コム・デ・ギャルソン、シャネル、トミーヒルフィガー、ドルチェ&ガッバーナ、イッセイ・ミヤケ、アルマーニ、イヴ・サンローランなどのデザイナーとブランドが迷彩柄を取り入れたデザインを発表した。
Zoo York、A BATHING APE、マリテ+フランソワ・ジルボー、ストーン・アイランドなどのブランドは迷彩柄に他のシンボルを溶け込ませたり、明るい色合いを使用した「ニセ迷彩柄」テキスタイルを多くデザインした。
バルバドス、アルバなど西インド諸島のいくつかの国では法律で迷彩柄の着用が禁止されている。

## 画像

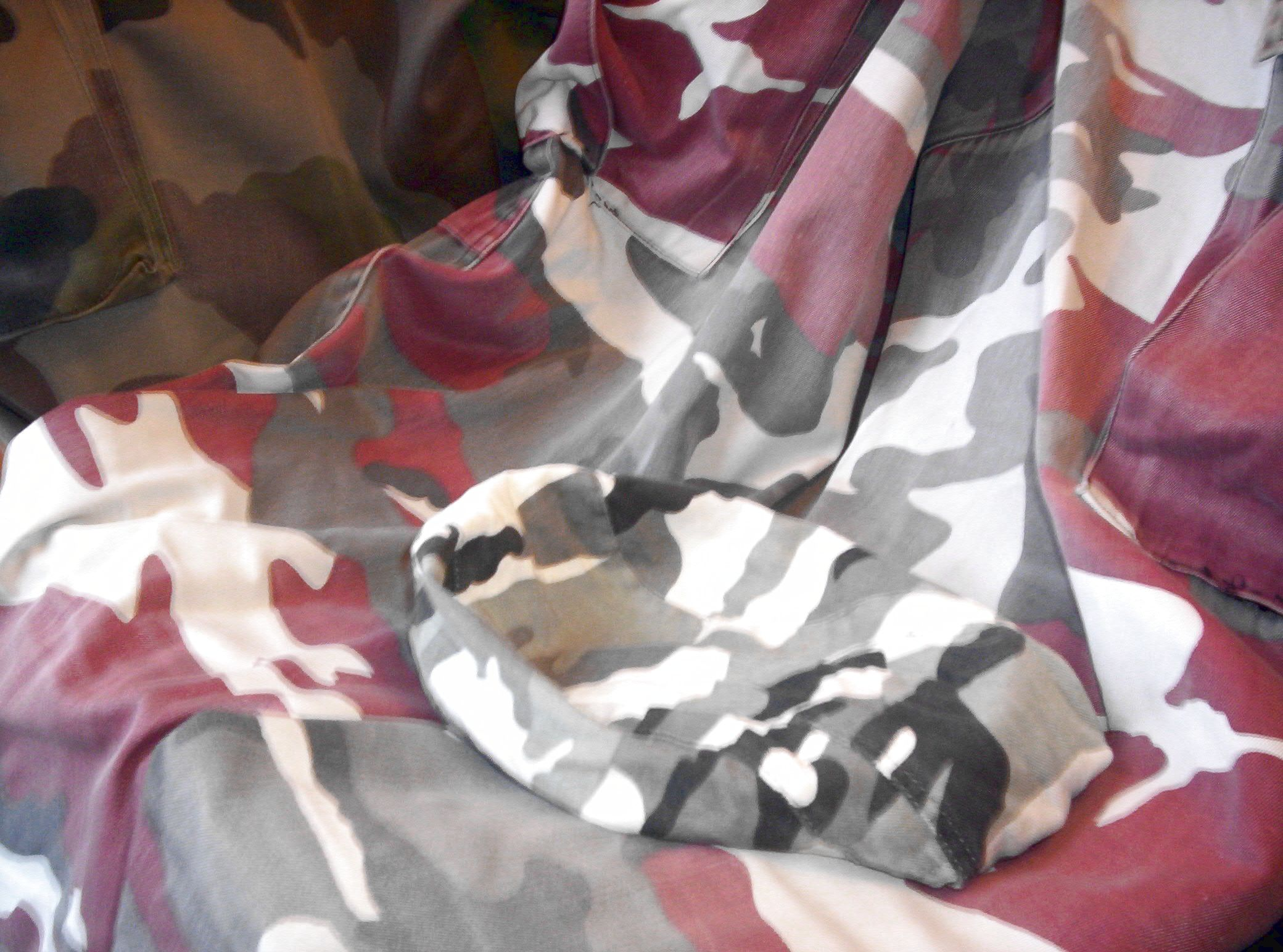
都市迷彩の事例
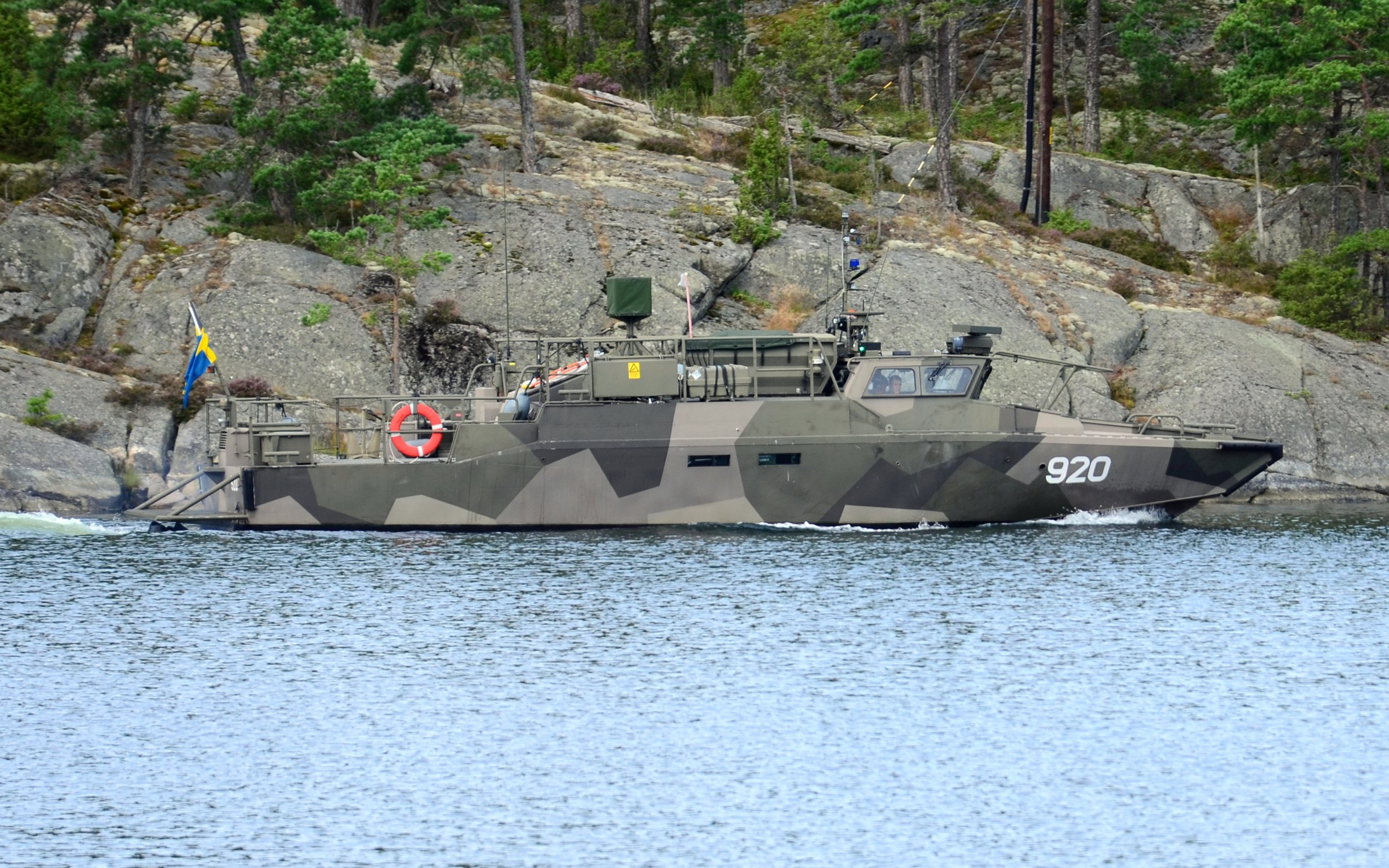
CB90攻撃艇
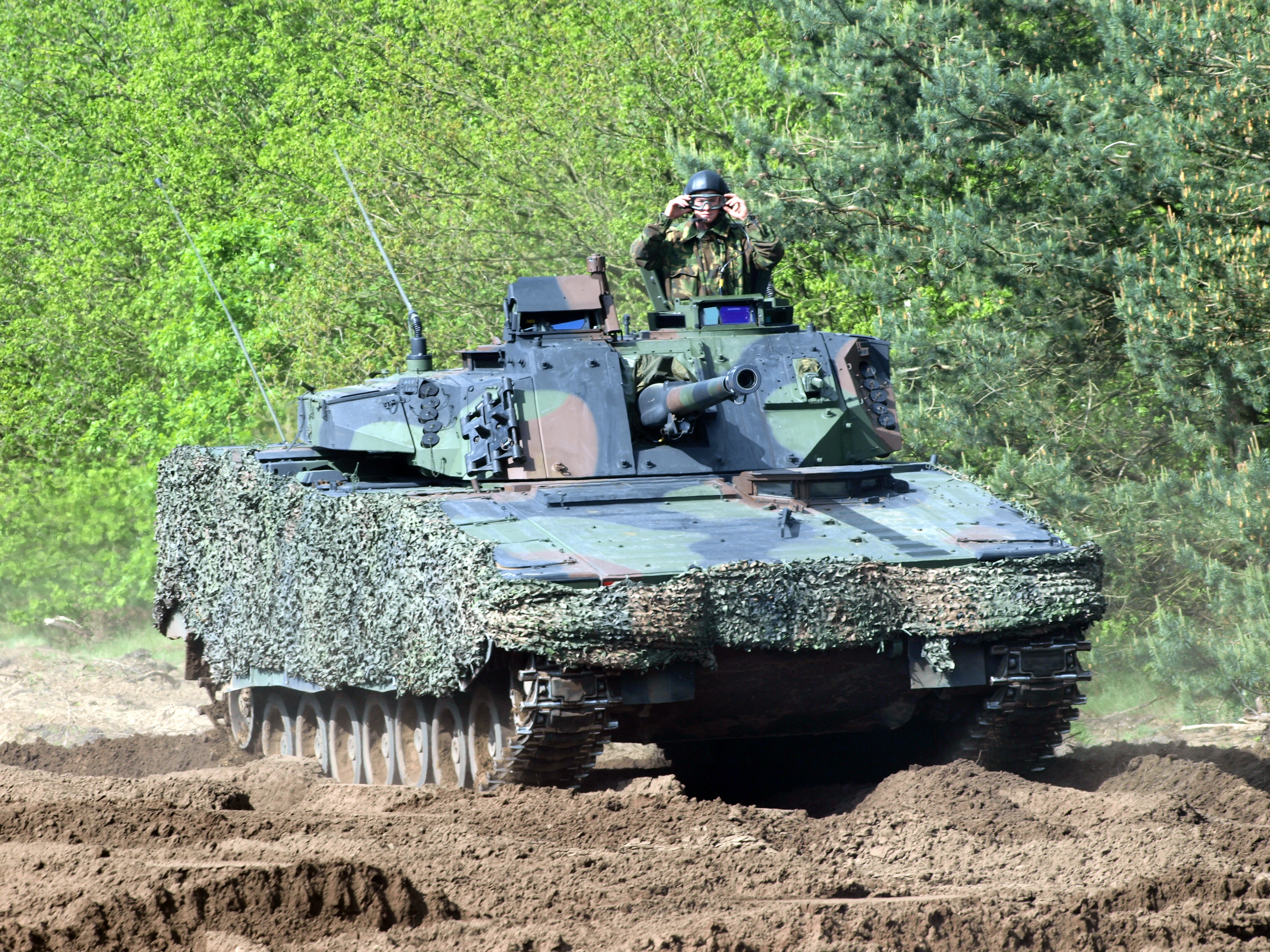
偽装ネットで偽装されたオランダのCV90
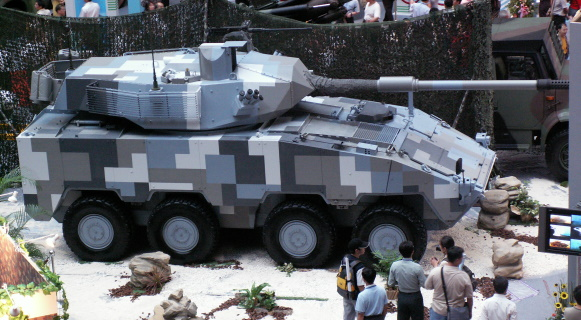
都市迷彩を施したCM-32
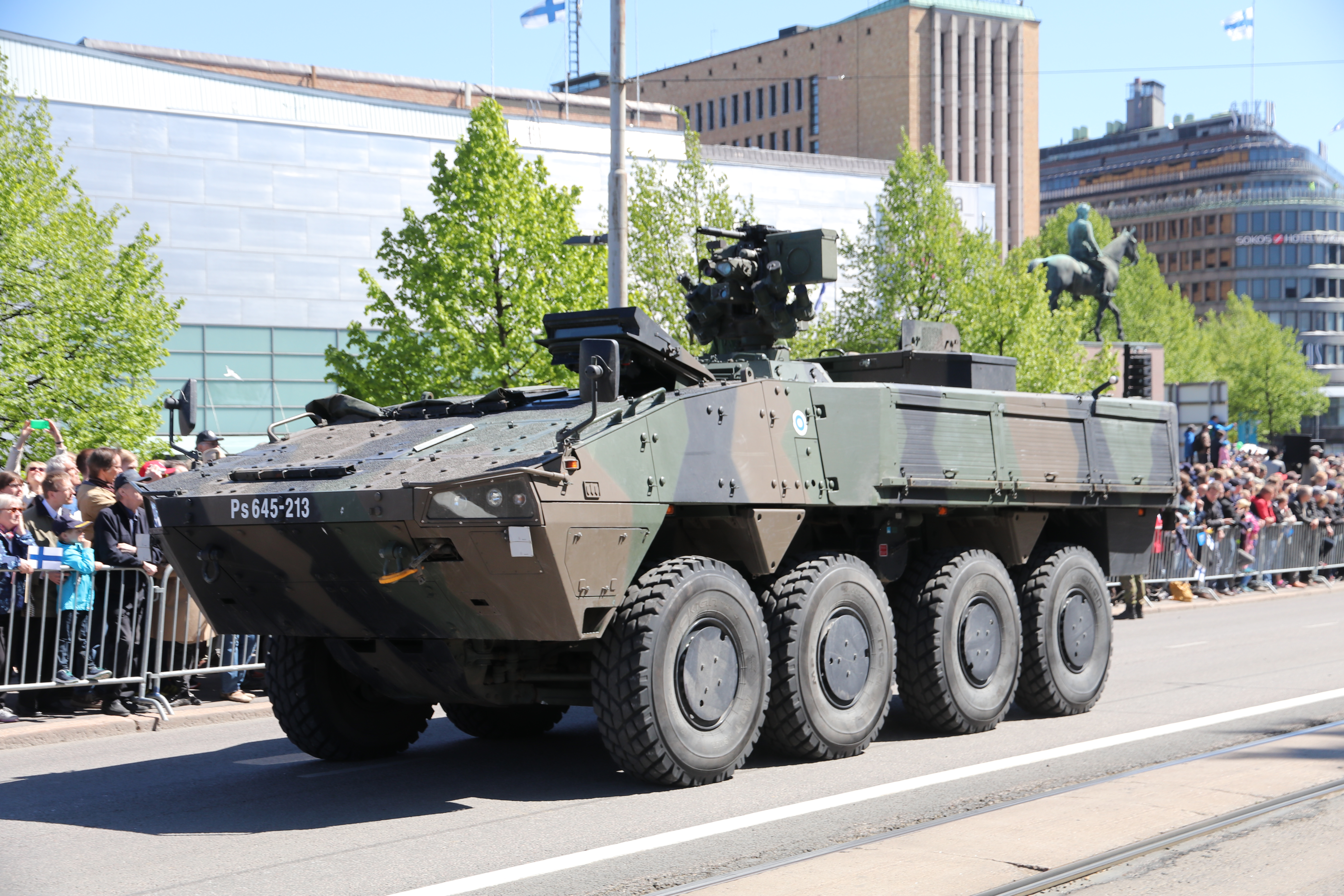
フィンランドのパトリアAMV
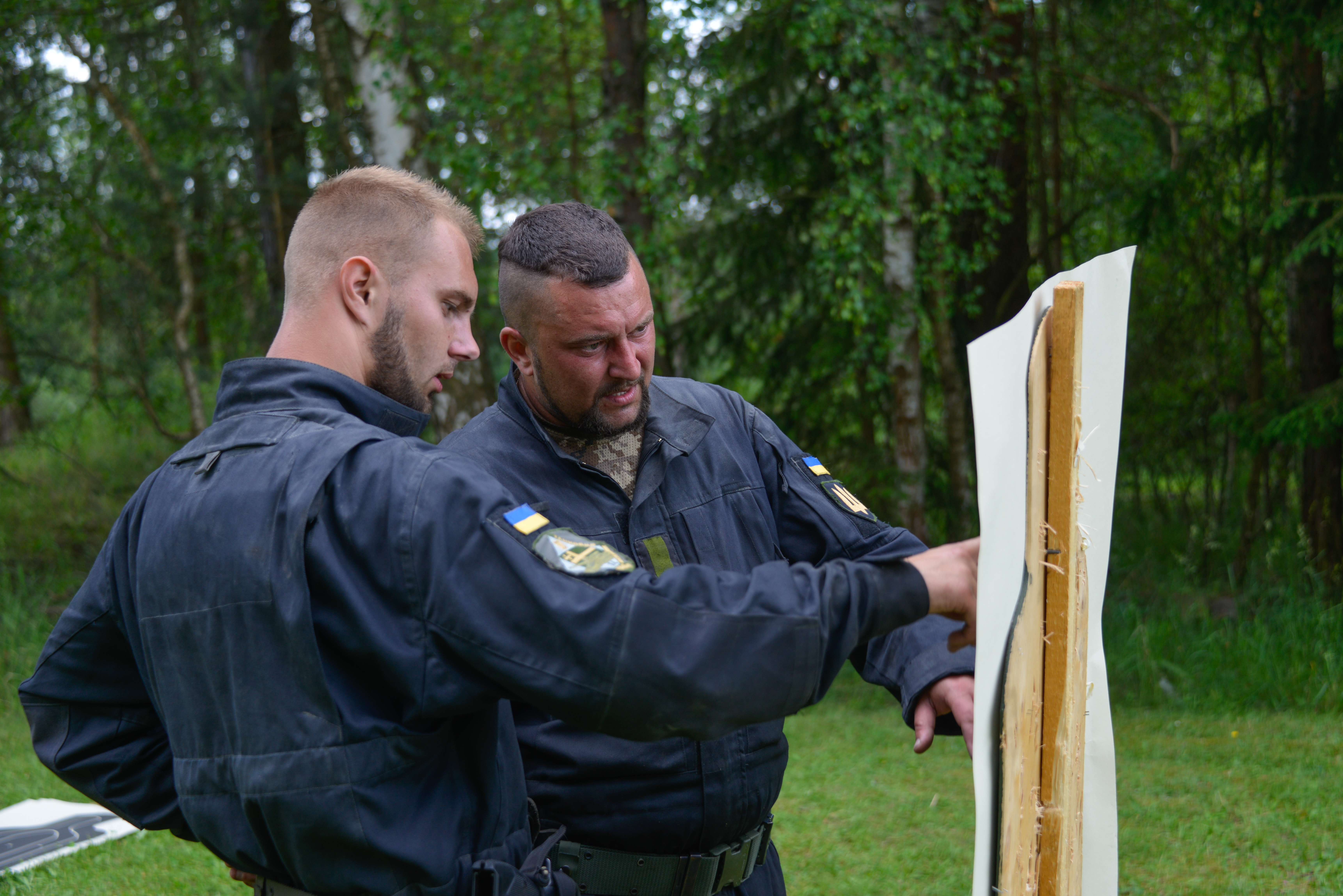
目立ちにくい色の戦車兵用ツナギ（ウクライナ）
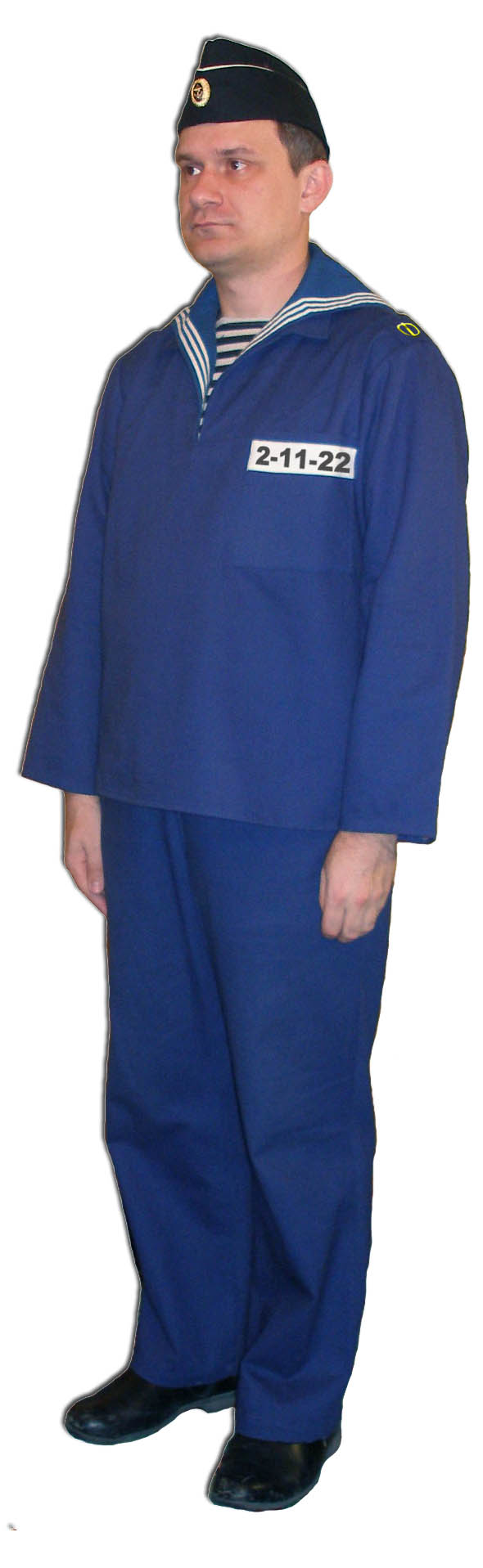
洋上で目立ちにくい色の水兵用作業服（ロシア）